# Stop Mother Fucker
|  | Denne artikel er oprettet af botten PalnaBot ud fra en ekstern database. Den kan derfor have sproglige fejl eller mangler. Denne skabelon kan fjernes efter kontrol af indholdet. |

Stop Mother Fucker er en film instrueret af Angel Aguirregomozcorta, Esben Wulff Modvig, Jan Rybka, Thomas Bo Huusmann, Tonni Kristensen.

## Handling
I denne post-apocalyptiske Heavy Metal film bliver du suget ind i et hav af flammer, olie og beskidte monster walkers, hvor bikeren Oatmeal og gentlemanden Orson Wheels kæmper i et sindssygt kapløb tværs over Mars.